# Trivium (EP)
Trivium es la primera producción musical de la banda estadounidense Trivium; además es el único EP de su carrera. Esta producción fue lanzada en enero de 2003, financiada por los miembros de la banda.
Aunque es un EP (extended play: reproducción extendida, un álbum de menos de 25 minutos) oficial de la banda, algunos lo consideran un mero demo (una cinta de demostración).
La publicación de este EP ayudó a la banda a firmar un contrato con la casa disquera alemana Lifeforce Records, para publicar su álbum debut en octubre de ese mismo año.

## Lista de canciones
Todas las canciones fueron compuestas por Matt Heafy. 
1. "To Burn the Eye" - (7:01)
2. "Requiem" - (4:53)
3. "Fugue" - (4:31)
4. "My Hatred" - (4:53)
5. "The Storm" - (6:05)
6. "Sworn" - (4:21)
7. "Demon" - (3:27)

Las pistas 1, 2, 3 y 4 también aparecen el en álbum Ember To Inferno, "Fugue" en el Ember To Inferno se llama Fugue (A Revelation), es alrededor de 10 segundos más corta y pierde una parte del solo.

## Banda
- Matt Heafy, voz, guitarra eléctrica líder, y guitarra rítmica;
- Travis Smith, batería;
- Bred Young, bajo.

- Datos: Q2254839